# Тин-Даулим
Тин-Даулим — сезонное озеро округа Гурма-Рарус в области Томбукту, Мали. Расположено в центральной части страны.
Находится в долине вади Фаркабанго.
Населённых пунктов вблизи озера нет; с востока к Тин-Даулиму подходит грунтовая дорога, уходящая к реке Нигер.
Озеро принадлежит бассейну водоёма Орай-Тигирикора.